# Gran Premi de França del 1963
Resultats del Gran Premi de França de Fórmula 1 de la temporada 1963, disputat al circuit de Reims-Gueux el 30 de juny del 1963.

## Resultats
| Pos | No | Pilot               | Equip            | Voltes | Temps/ Retirada           | Pos. de sortida | Punts |
| --- | -- | ------------------- | ---------------- | ------ | ------------------------- | --------------- | ----- |
| 1   | 18 | Jim Clark           | Lotus - Climax   | 53     | 2h 10' 54. 3              | 1               | 9     |
| 2   | 12 | Tony Maggs          | Cooper - Climax  | 53     | + 1' 04.9 min.            | 8               | 6     |
| 3   | 2  | Graham Hill         | BRM              | 53     | + 1' 13.9 min.            | 2               |       |
| 4   | 6  | Jack Brabham        | Brabham - Climax | 53     | + 2' 15.2 min.            | 5               | 3     |
| 5   | 8  | Dan Gurney          | Brabham - Climax | 53     | + 2' 33.4 min.            | 3               | 2     |
| 6   | 36 | Jo Siffert          | Lotus - BRM      | 52     | + 1 Volta                 | 10              | 1     |
| 7   | 30 | Chris Amon          | Lola - Climax    | 51     | + 2 Voltes                | 17              |       |
| 8   | 28 | Maurice Trintignant | Lotus - Climax   | 50     | + 3 Voltes                | 15              |       |
| 9   | 32 | Innes Ireland       | BRP - BRM        | 49     | + 4 Voltes                | 9               |       |
| 10  | 46 | Lorenzo Bandini     | BRM              | 45     | + 8 Voltes                | 21              |       |
| 11  | 34 | Jim Hall            | Lotus - BRM      | 45     | + 8 Voltes                | 18              |       |
| 12  | 10 | Bruce McLaren       | Cooper - Climax  | 42     | Encesa                    | 6               |       |
| 13  | 20 | Trevor Taylor       | Lotus - Climax   | 41     | Suspensions               | 7               |       |
| NC  | 42 | Phil Hill           | Lotus - BRM      | 34     | No Classificat            | 13              |       |
| NC  | 44 | Jo Bonnier          | Cooper - Climax  | 32     | No Classificat            | 11              |       |
| Ret | 48 | Masten Gregory      | Lotus - BRM      | 30     | Caixa canvi               | 19              |       |
| Ret | 16 | John Surtees        | Ferrari          | 12     | Bomba de combustible      | 4               |       |
| Ret | 38 | Tony Settember      | Scirocco - BRM   | 5      | Rodes                     | 20              |       |
| Ret | 4  | Richie Ginther      | BRM              | 4      | Radiador                  | 12              |       |
| NVS | 14 | Ludovico Scarfiotti | Ferrari          |        | Accident a les pràctiques |                 |       |
| NVS | 22 | Peter Arundell      | Lotus - Climax   |        | No va sortir              |                 |       |
| WD  | 26 | Giancarlo Baghetti  | ATS              |        |                           |                 |       |
| WD  | 40 | Ian Burgess         | Scirocco - BRM   |        | Cotxe no preparat         |                 |       |
| WD  | 50 | Nasif Estefano      | de Tomaso        |        | Cotxe no preparat         |                 |       |

## Altres
- Pole: Jim Clark 2' 20. 2

- Volta ràpida: Jim Clark 2' 21. 6 (a la volta 12)

- Graham Hill va ser sancionat i no se li van atorgar els punts corresponents al seu tercer lloc a la cursa.